# 柿原優子
柿原 優子（かきはら ゆうこ）は、日本の脚本家。シナリオ工房 月光所属。日本脚本家連盟会員。大阪府大阪市出身。関西学院大学文学部卒業。
倉本聰が主宰する富良野塾第十三期修了。竹内利光、広田光毅、加藤綾子らと作品に参加することが多い。

## 参加作品

### テレビアニメ
2004年
- ビューティフル ジョー（脚本）

2006年
- 陰からマモル!（脚本）
- おとぎ銃士 赤ずきん（シリーズ構成、脚本）
- ギャラクシーエンジェる〜ん（脚本）

2007年
- かみちゃまかりん（シリーズ構成、脚本）
- 鋼鉄神ジーグ（脚本）
- 瀬戸の花嫁（脚本）
- 逮捕しちゃうぞ フルスロットル（脚本）

2008年
- メイプルストーリー（脚本）
- S・A 〜スペシャル・エー〜（脚本）
- スティッチ!（シリーズ構成、脚本）
- あかね色に染まる坂（脚本）
- 夜桜四重奏 〜ヨザクラカルテット〜（脚本）

2009年
- フレッシュプリキュア!（脚本）
- バスカッシュ!（脚本）
- タユタマ -Kiss on my Deity-（脚本）
- そらのおとしもの（シリーズ構成、脚本）
- スティッチ! 〜いたずらエイリアンの大冒険〜（シリーズ構成、脚本）

2010年
- そらのおとしものf（シリーズ構成、脚本）

2011年
- ジュエルペット サンシャイン（シリーズ構成、脚本）
- ちはやふる（脚本）
- Persona4 the ANIMATION（シリーズ構成、脚本）

2012年
- 毎日かあさん（脚本）
- 坂道のアポロン（脚本）
- 宇宙兄弟（脚本）
- トータル・イクリプス（脚本）
- えびてん 公立海老栖川高校天悶部（シリーズ構成、脚本）

2013年
- ちはやふる2（シリーズ構成、脚本）
- ファンタジスタドール（構成協力、脚本）
- 機巧少女は傷つかない（シリーズ構成、脚本）

2015年
- アイカツ!（脚本）
- 境界のRINNE（脚本）

2016年
- 最弱無敗の神装機竜（シリーズ構成、脚本）
- 昭和元禄落語心中（脚本）
- アイカツスターズ!（シリーズ構成、脚本）
- 境界のRINNE 第2シリーズ（脚本）
- orange（シリーズ構成、脚本）

2017年
- 昭和元禄落語心中 -助六再び篇-（脚本）
- BanG Dream!（脚本）
- 月がきれい（シリーズ構成、脚本）
- 境界のRINNE 第3シリーズ（脚本）
- ナナマル サンバツ（シリーズ構成、脚本）
- 戦刻ナイトブラッド（シリーズ構成、脚本）

2018年
- 学園ベビーシッターズ（シリーズ構成、脚本）
- アイカツフレンズ!（シリーズ構成、脚本）
- はたらく細胞（シリーズ構成、脚本）
- あそびあそばせ（シリーズ構成、脚本）
- 色づく世界の明日から（シリーズ構成、脚本）
- CONCEPTION（シリーズ構成、脚本）

2019年
- BanG Dream! 2nd season（脚本）
- アイカツフレンズ!〜かがやきのジュエル〜（シリーズ構成、脚本）
- アイカツオンパレード!（シリーズ構成、脚本）
- あんさんぶるスターズ!（脚本）
- ちはやふる3（シリーズ構成、脚本）

2020年
- 魔入りました!入間くん（脚本）
- BanG Dream! 3rd season（脚本）

2021年
- はたらく細胞!!（シリーズ構成、脚本）
- ポケットモンスター（脚本）
- 灼熱カバディ（シリーズ構成、脚本）
- 恋と呼ぶには気持ち悪い（シリーズ構成、脚本）
- 白い砂のアクアトープ（シリーズ構成、脚本）

2022年
- うる星やつら（2022年版・第1期）（シリーズ構成、脚本）

2023年
- Buddy Daddies（シリーズ構成、脚本）
- 青のオーケストラ（シリーズ構成、脚本）
- 薬屋のひとりごと（シナリオ統括、脚本）

2024年
- うる星やつら（2022年版・第2期）（シリーズ構成、脚本）
- 疑似ハーレム（シリーズ構成、脚本）
- アオのハコ（シリーズ構成、脚本）
- ドラゴンボールDAIMA（シリーズ構成、脚本）

2025年
- 薬屋のひとりごと（第2期）（シナリオ統括、脚本）
- 天久鷹央の推理カルテ（脚本）
- 青のオーケストラ（第2期）（シリーズ構成、脚本）

2026年
- シャンピニオンの魔女（シリーズ構成、脚本）
- MAO（シリーズ構成）

時期未発表
- 結界師の一輪華（シリーズ構成、脚本）

### 劇場アニメ
2011年
- 劇場版 そらのおとしもの 時計じかけの哀女神（脚本）

2014年
- そらのおとしものFinal 永遠の私の鳥籠（脚本監修）

2015年
- デジモンアドベンチャー tri.（シリーズ構成）
  - 第1章「再会」（脚本）

2016年
- デジモンアドベンチャー tri.（シリーズ構成）
  - 第2章「決意」（脚本）
  - 第3章「告白」（脚本）

- 劇場版アイカツスターズ!（脚本）

2017年
- デジモンアドベンチャー tri.（シリーズ構成）
  - 第4章「喪失」（脚本）
  - 第5章「共生」

2018年
- デジモンアドベンチャー tri.（シリーズ構成）
  - 第6章「ぼくらの未来」（脚本）

2024年
- トラペジウム（脚本）
- 好きでも嫌いなあまのじゃく（脚本）
- PUI PUI モルカー ザ・ムービー MOLMAX（脚本）

2025年
- 不思議の国でアリスと -Dive in Wonderland-（脚本）

### OVA
2011年
- Baby Princess 3Dぱらだいす0（構成、脚本）

### Webアニメ
2020年
- アイカツオンパレード! ドリームストーリー（シリーズ構成）

2024年
- T・Pぼん（シリーズ構成、脚本）

### イベントアニメ
2014年
- ZEPHYR（脚本）

### ゲーム
2006年
- ときめきメモリアルONLINE（脚本） - Windows

2007年
- THE IDOLM@STER（脚本） - Xbox 360

### ドラマCD
2006年
- キミキス（脚本）

2007年
- ギャラクシーエンジェる〜ん ORIGINAL DRAMA CD（脚本）

2018年
- 『アイカツ!』&『アイカツスターズ!』スペシャルドラマCD（脚本）

### テレビドラマ
2008年
- 東京ゴーストトリップ（脚本）

### 小説
2007年
- ギャラクシーエンジェる〜ん - ISBN 978-4-05-903516-9

2009年
- スティッチ! (ディズニーアニメ小説版)- ISBN 978-4-03-791760-9

2015年
- 境界のRINNE 友だちからで良ければ（脚本）- ISBN 978-4-09-230834-3
- 境界のRINNE ようこそ地獄へ!（脚本）- ISBN 978-4-09-230837-4

### 劇作
1998年
- 短編劇集 中学校劇作シリーズ3 中学校のNOW 収録『手のひらの声たち』 - ISBN 4-88079-083-4

### その他
- THE IDOLM@STER 携帯サイト（コンテンツ制作）
- ダイハツ・クー Web SPECIAL STORY 『ピアスは知っている』（脚本）
- おかあさんといっしょ人形劇 モノランモノラン（脚本）
- はたらく血小板ちゃん（漫画原作）

## 作詞した作品
- スティッチ! エンディングテーマ「Stitch is Coming」（補作詞）
- 薬屋のひとりごと 挿入歌「ホトトギス」（作詞）